# Piatra Neagră

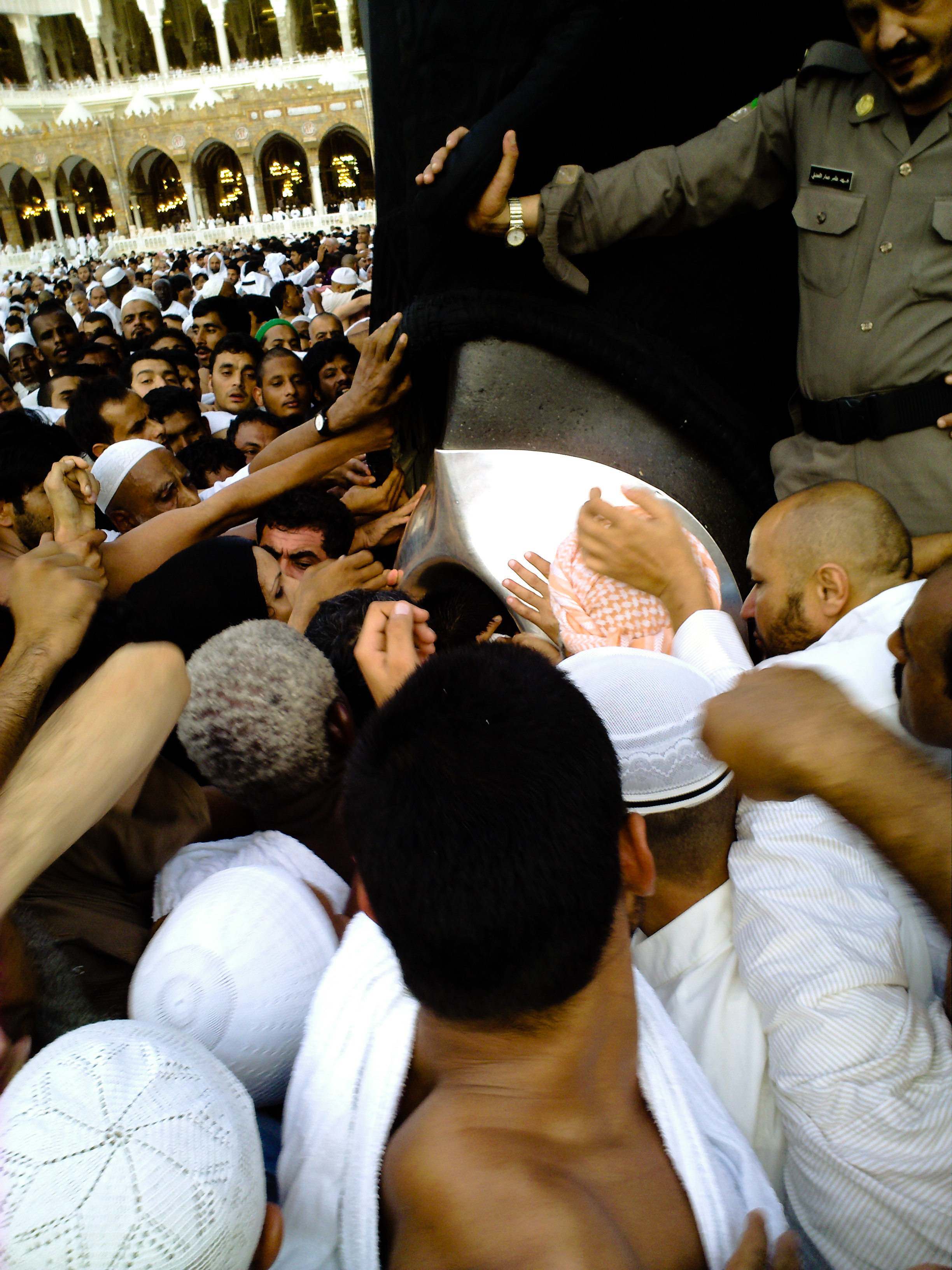
Credincioși venerând Piatra Neagră

Piatra Neagră (în limba arabă: ٱلْحَجَرُ ٱلْأَسْوَد‎, al-Ḥajaru al-Aswad, însemnând: „Piatra Neagră”) este o relicvă musulmană, care, după tradiția islamică, datează din timpul lui Adam și al Evei, piatra fiind adusă din Grădinile raiului. Se crede că ar fi o tectită sau un meteorit.
În urma izbucnirii unui incendiu, din cauza căldurii, această piatră s-a spart în 15 bucăți. Astăzi bucățile acestei pietre sunt păstrate într-un suport din argint, încastrat în colțul estic al templului Kaaba care se află în mijlocul Marii Moschei din Mecca, Arabia Saudită.. Partea  vizibilă a pietrei are 16,5 x 20 cm.

## Legenda pietrei negre
Legenda spune că atunci când patriarhul Abraham, “tatăl arabilor”, trecea prin mohorâtele văi de la Hedjaz, din spatele fiecărei roci ieșea câte un demon care încerca să-l ademenească, dar el se ținea ferm în credința sa. Pentru asta, Dumnezeu a vrut să-l răsplătească și i-a trimis din cer o piatră albă. Abraham a ridicat un monument cubic unde a pus piatra. Apoi, când vestea s-a răspândit între arabi, fiecare a vrut să sărute piatra, pentru a-și arăta credința, piatra având proprietatea de a le absorbi păcatele. Absorbind atâtea păcate, piatra a devenit neagră, ca păcatul însuși.

## Ipoteză
Se presupune că în perioada preislamică această piatră sfântă pentru musulmanii de azi era considerată de către adoratorii unor zei mai vechi ca fiind o sursă de putere miraculoasă. Atunci, ca și acum, pelerinii veneau din toate părțile Arabiei pentru a săruta și a mângâia piatra, în speranța că vor absorbi puțin din puterea ei. După ce a purificat-o în numele lui Allah, Mahomed a întreținut tradiția sărutării pietrei, cu scopul de a crea o continuitate și a-i lega pe noii discipoli ai islamului de trecutul preislamic.

## Observație
A nu se confunda cu Vârful Piatra Neagră (1170 m) din Munții Gutâi.